# Chilicola tricarinata
Chilicola tricarinata är en biart som beskrevs av Packer 2007. Chilicola tricarinata ingår i släktet Chilicola och familjen korttungebin. Inga underarter finns listade i Catalogue of Life.